# Caja Rural
La Asociación Española de Cajas Rurales, también llamada Grupo Caja Rural o, simplemente, Caja Rural, es un conjunto de veintinueve cooperativas de crédito y otras entidades participadas españolas. Agrupa más del 54% del volumen total de activo del sector de cooperativas de crédito en el país. Fundada en 1989, en la actualidad es la primera cooperativa de crédito española, con 1,5 millones de socios y 6,5 millones de clientes, y la suma del beneficio económico obtenido por las entidades que forman el Grupo Caja Rural en 2018 fue de 385 millones de euros.
El logotipo de Caja Rural es la marca utilizada por varias de las cooperativas de crédito. La espiga fue diseñada en 1979 por el diseñador croata Ante Kvessitch, inicialmente, esta nueva imagen se diseñó para Caja Rural de Albacete, pero pronto se difundió por el resto de cajas rurales del país. Hoy en día sigue siendo la imagen de marca reconocida del grupo. Además, recientemente, se ha rediseñado y evolucionado la marca digital del grupo, Ruralvía, la banca digital que comparten todas las entidades del Grupo Caja Rural. 
Además, Caja Rural es el patrocinador del equipo ciclista Team Caja Rural-Seguros RGA desde 1980, incorporándose en 2013 como segundo patrocinador la aseguradora del grupo, Seguros RGA.

## Historia

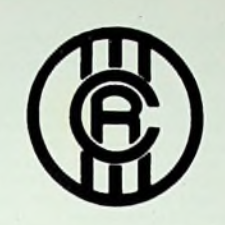
Logotipo antiguo de Caja Rural (anterior a 1978).

En 1984 se constituye el Banco de Crédito Agrícola (BCA), acogiendo a 51 Cajas Rurales.
El 17 de marzo de 1986 se crea la compañía Seguros RGA, que surge como la entidad aseguradora del Grupo Caja Rural y se incorpora también Rural Servicios Informáticos.
En 1989 23 Cajas Rurales, hasta aquel momento pertenecientes al Banco de Crédito Agrícola, dejaron el Grupo BCA y crearon la Asociación Española de Cooperativas de Crédito.
En 1990 se crea el Banco Cooperativo Español para servir de central bancaria a sus Cajas Rurales accionistas. Su accionariado lo componen 74 cooperativas de crédito españolas y una entidad de crédito alemana. Está compuesto por varias sociedades como Rural Inmobiliario, Gescooperativo, Rural Servicios Informáticos, Espiga Capital Gestión y BCE Formación.
En 2018 se crea Grucajrural Inversiones, entidad cabecera del grupo del que forman parte tanto Banco Cooperativo Español y RGA Seguros Generales Rural.

## Entidades que forman el Grupo Caja Rural
El Grupo Caja Rural lo forman las siguientes entidades:

### Asociación Española de Cajas Rurales
La Asociación Española de Cajas Rurales es un instrumento de coordinación y foro de debate, sirviendo esta institución también para fijar las prioridades, estrategias y políticas del Grupo Caja Rural.

### Cajas rurales integradas en el Grupo Caja Rural
Son 31 las cajas rurales españolas asociadas en el Grupo Caja Rural:

### Entidades participadas

#### Banco Cooperativo Español
Banco Cooperativo Español, S.A. fue creado en 1990 para servir de central bancaria a sus Cajas Rurales accionistas. Su accionariado lo componen fundamentalmente las 29 cajas rurales del Grupo, y cuenta con una participación minoritaria de DZ Bank AG, uno de los mayores bancos de Alemania, participado por más de 900 cooperativas de crédito alemanas. Está compuesto por varias sociedades, como Rural Inmobiliario, S.L., Gescooperativo, S.A.S.G.I.I.C., Espiga Capital Gestión, S.G.S.C.R y BCE Formación, S.A.
Rural Servicios Informáticos
Rural Servicios Informáticos, nació en 1986 como la empresa del Grupo Caja Rural, responsable de la definición e implantación de la estrategia común en todo lo concerniente al tratamiento automatizado de la información de las Cajas Rurales de España. El capital social de RSI pertenece al 100 % a las Entidades que conforman el Grupo Caja Rural, siendo la primera empresa de outsourcing total para el sector financiero. Inició su actividad con un Core Banking adquirido en los años 1980, para desarrollar después, en los años 90, un nuevo Core Banking propio, denominado IRIS. 
RSI cuenta actualmente con una plataforma  de Corebanking nacional que da servicio a entidades financieras de todo tipo bajo un modelo de Software as a Service.

#### Seguros RGA
Seguros RGA es la compañía aseguradora de las cajas rurales, participada principalmente por las entidades del Grupo. Está integrada en el ámbito de las entidades de Banca-Seguros y la integran cuatro compañías que permiten ofrecer a los clientes de las Cajas los servicios aseguradores y de pensiones demandados. Dichas entidades son: RGA Seguros Generales Rural S.A., RGA Rural Vida S.A., RGA Rural Pensiones, S.A. y RGA Mediación Operador de Banca-Seguros Vinculado. 
Fue fundada el 17 de marzo de 1986 participada inicialmente de forma mayoritaria por las Cajas Rurales. En 1988 se incorporó a su accionariado la aseguradora alemana R+V Allgemeine Versicherung AG, con el 45% de participación. En la actualidad, y tras la incorporación de nuevos accionistas en la década de los años 1990, el capital social corresponde en un 70% a las Cajas Rurales y el 30 % a R+V. Seguros RGA está entre las veinte primeras aseguradoras por volumen de primas en el ranking que elabora anualmente ICEA.

### Fusiones de entidades del Grupo Caja Rural
- Cajaviva: resultado de la fusión de las cajas rurales de Burgos, Fuentepelayo, Segovia y Castelldans.
- Bantierra: Multicaja y Cajalón. Actualmente Caja Rural de Aragón.
- Globalcaja: fruto de la fusión de las Cajas Rurales de Albacete, Ciudad Real, Cuenca, La Roda y Mota del cuervo.
- Caja Rural de Jaén: absorbió Novanca en el año 2016.

## Otras Caja Rurales que no forman parte del Grupo Caja Rural
Algunas cajas rurales mantienen la marca reconocida de la espiga y tipografía Caja Rural, pero no forman parte del Grupo Caja Rural como tal, y operan como entidades independientes en cada territorio. 
- Caja Rural de Guissona: forma parte de BonÀrea Agrupa
- Grupo Solventia: compuesto por Caja Rural de Almendralejo (Cajalmendralejo), Caja Rural de Adamuz, Caja Rural de Baena, Caja Rural de Cañete, Caja Rural de Nueva Carteya, Caja Rural de Utrera, Caixa Rural Benicarló (Caixa Benicarlo) y Caja Rural San Isidro de Vall de Uxo.
- Eurocaja Rural: Antigua Caja Rural Provincial de Toledo, que en los años 90 absorbió a la Caja Rural de Guadalajara. Posteriormente, en 2011, pasa a llamarse Caja Rural de Castilla-La Mancha. Entre 2013 y 2014 adquiere diversas oficinas de Barclays y Banco Caixa Geral. Finalmente, en 2018, pasa a denominarse Eurocaja Rural.
- Grupo Cajas Rurales Unidas (CRU): En 2002, Cajamar (antigua Caja Rural de Almería) abandonó el Grupo Caja Rural (AECR) para formar su propio grupo cooperativo independiente. En 2014 también abandonó la UNACC (Unión de Cooperativas de Crédito), para crear ASEMECC (Asociación Empresarial de Entidades Cooperativas de Crédito), patronal del Grupo Cooperativo Cajamar. Las entidades que forman el Grupo Cajas Rurales Unidas son: el Grupo Cooperativo Cajamar (Cajamar Caja Rural - fusión de Cajamar con Caja Rural del Duero, Caixa Rural Balears y Caja Campo - , Caixa Rural de Casinos, Caixa Albalat, Caixa Petrer, Caixa Turis, Caja Rural Castellón, Caja Rural de Canarias) y el Grupo Cooperativo Rurales del Mediterráneo (Ruralcaja,  Caixa Rural Torrent, Crèdit València Caja Rural, Caixaltea, Caja Rural de Burriana, Caixa Callosa, Caixa Rural Nules, Caixa Alqueries, Caja Rural de Cheste, Caixa Rural d'Alginet, Caja Rural de Villar, Caixa Rural Vilavella, Caixa Rural Almenara, Caixa Rural Xilxes, Caja Rural Sant Vicent y Xaixa Rural Vilafamés).